# Eerste Kamerverkiezingen 2011/Kandidatenlijst/D66
De kandidatenlijst voor de Eerste Kamerverkiezingen 2011 van D66 werd door de landelijke verkiezingscommissie als volgt vastgesteld:

## Lijst
1. Roger van Boxtel
2. Hans Engels
3. Marijke Scholten
4. Joris Backer
5. Thom de Graaf
6. Mischa Wladimiroff
7. Klaartje Peters
8. Han Entzinger
9. Marga Kool
10. Ernst Bakker
11. Menno Witteveen
12. Johanna Boogerd-Quaak
13. Bob van den Bos
14. Huub Linthorst
15. Anna Galama
16. Petra van den Boomgaard
17. Arnaud Booij
18. Sietske van Oogen-Visser
19. Marion di Bucchianico-Bakker
20. Zafer Yurdakul
21. Tjerk Jouwstra
22. Remco Jaasma